# Hylaeus lychnis
Hylaeus lychnis là một loài Hymenoptera trong họ Colletidae. Loài này được Vachal mô tả khoa học năm 1910.